# Paravakar
Paravakar (armeniska: Պառավաքար) är en ort i Armenien. Den ligger i den norra delen av landet, 110 kilometer nordost om huvudstaden Jerevan. Paravakar ligger 768 meter över havet och antalet invånare är 1 637.
Terrängen runt Paravakar är kuperad. Närmaste större samhälle är Berd, 11,4 kilometer söder om Paravakar.
Trakten runt Paravakar består till största delen av jordbruksmark. Runt Paravakar är det ganska tätbefolkat, med 58 invånare per kvadratkilometer.